# Magno Rojas Peralta
César Magno Rojas Peralta (Junín, 21 de junio de 1943) es un político peruano. Fue diputado por el departamento de Junín en el periodo 1980-1985 y alcalde del distrito de Yauyos desde 1978 hasta 1979.

## Biografía
Magno Rojas nació en la región peruana de Junín, el 21 de junio de 1943. Fue hijo de Germán Rojas y de Rebeca Peralta.
Realizó sus estudios escolares en el Colegio Nacional San José de Jauja y en el Colegio "Lima San Carlos".
En el año 1956, se inscribió en Acción Popular, partido político fundado por Fernando Belaúnde Terry. Fue uno de los dirigentes del partido en la región Junín.
Durante el gobierno militar, Magno Rojas obtuvo su primer cargo político al ser elegido como alcalde de Yauyos, distrito ubicado en la provincia de Jauja. Como alcalde realizó la creación de la Monumental Plaza "20 de Enero", que está dedicada a la “Tunantada” y fue inaugurada el 20 de enero del año 1977.
Magno Rojas permaneció en el cargo hasta el año 1979, donde luego fue reemplazo por Víctor Esteban Camarena, también militante de Acción Popular, en elecciones municipales.
En 1980, Magno Rojas participa como candidato a la Cámara de Diputados del Congreso de la República por la lista de la región Junín. En dicha elecciones también participó Fernando Belaúnde Terry, quien buscaba por segunda vez la presidencia de la república. Culminando las elecciones, Magno Rojas resultó elegido como diputado por el departamento de Junín y fue juramentado para el periodo parlamentario 1980-1985, donde también Belaúnde tomó juramento como presidente del Perú para un segundo gobierno.
En las elecciones municipales de 1993 postuló a la alcaldía provincial de Jauja por Acción Popular sin obtener la representación.
Es padre de Grecia Elena Rojas Ortiz abogada y política peruana que ejerció como ministra de la Mujer y Poblaciones Vulnerables entre diciembre de 2022 y enero de 2023.